# 4193 Salanave
A 4193 Salanave (ideiglenes jelöléssel 1981 SM1) a Naprendszer kisbolygóövében található aszteroida. Brian A. Skiff, Norman G. Thomas fedezte fel 1981. szeptember 26-án.